# Porterandia dinghoui
Porterandia dinghoui är en måreväxtart som beskrevs av Zahid och Khoon Meng Wong. Porterandia dinghoui ingår i släktet Porterandia och familjen måreväxter. Inga underarter finns listade i Catalogue of Life.